# Xian de Shanghang
Le xian de Shanghang (上杭县 ; pinyin : Shàngháng Xiàn) est un district administratif de la province du Fujian en Chine. Il est placé sous la juridiction de la ville-préfecture de Longyan.

## Histoire
C'est dans ce district que s'est tenue en décembre 1929 la Conférence de Gutian qui a vu l'adoption de la résolution de Mao Zedong définissant les principes de base pour la construction du parti communiste et de l'armée.

## Démographie
La population du district était de 478 612 habitants en 1999.